# Aethomys bocagei
Aethomys bocagei är en däggdjursart som först beskrevs av Thomas 1904.  Aethomys bocagei ingår i släktet Aethomys och familjen råttdjur. IUCN kategoriserar arten globalt som livskraftig. Inga underarter finns listade.
Aethomys bocagei är med en kroppslängd (huvud och bål) av 137 till 174 mm och en svanslängd av 155 till 198 mm en stor gnagare. Den har 32 till 37 mm långa bakfötter och 23 till 25 mm stora öron. Pälsen på ovansidan består av många ljusbruna hår och av några svarta hår. Den blir mer gråaktig fram mot kroppssidorna och på undersidan förekommer vitaktig päls. Artens öron har en brun färg och bakfötternas ovansida är vit. På den bruna svansen är främst fjällen synliga men det finns några fina hår. Honans fyra spenar ligger vid ljumsken.
Uppgifter angående levnadssättet saknas.
Detta råttdjur förekommer i nordvästra Angola och angränsande områden av Kongo-Kinshasa. Habitatet utgörs av savanner och mindre skogar i savannen.